# Topologische Kategorie
Eine topologische Kategorie (auch topologisch angereicherte Kategorie) ist im mathematischen Teilgebiet der Kategorientheorie eine über der Kategorie der kompakt generierten Hausdorff-Räume angereicherte Kategorie. In der höheren Kategorientheorie können diese als eine mögliche Modellierung von ∞-Kategorien benutzt werden. Zu anderen Möglichkeiten gehören simpliziale Mengen, simplizial angereicherte Kategorien, Segal-Räume und Segal-Kategorien.

## Definition
Eine topologische Kategorie {\displaystyle {\mathcal {C}}} ist eine lokal kleine über der Kategorie {\displaystyle \mathbf {cgHaus} } der kompakt generierten Hausdorff-Räume angereicherte Kategorie, also vereinfacht dass für alle Objekte {\displaystyle X,Y\in \operatorname {Ob} {\mathcal {C}}} die Hom-Mengen {\displaystyle \operatorname {Hom} _{\mathcal {C}}(X,Y)} jeweils kompakt generierte Hausdorff-Räume sind (also in {\displaystyle \operatorname {Ob} \mathbf {cgHaus} } liegen) und die durch Komposition auf diesen induzierte Morphismen stetig sind (also in {\displaystyle \operatorname {Ar} \mathbf {cgHaus} } liegen). Die (nicht mehr lokal kleine) Kategorie der topologischen Kategorien wird als {\displaystyle \mathbf {Cat} _{\mathbf {cgHaus} }} notiert.

## Beispiele
- {\displaystyle \mathbf {cgHaus} } ist selbst eine topologische Kategorie. Deren interner Hom-Funktor ist für topologische Räume {\displaystyle X,Y\in \operatorname {Ob} \mathbf {cgHaus} } gegeben durch die Kompakt-Offen-Topologie:
{\displaystyle \mathbf {Hom} _{\mathbf {cgHaus} }(Y,Z):=C_{\mathrm {co} }(Y,Z).}

## Verbindung zu simplizial angereicherten Kategorien
Sei {\displaystyle \mathbf {sSet} } die Kategorie der simplizialen Mengen, dann bilden die geometrische Realisierung {\displaystyle |-|\colon \mathbf {sSet} \rightarrow \mathbf {cgHaus} } und der singuläre Funktor {\displaystyle \operatorname {Sing} \colon \mathbf {cgHaus} \rightarrow \mathbf {sSet} } eine Adjunktion {\displaystyle |-|\colon \mathbf {sSet} \leftrightarrows \mathbf {cgHaus} \colon \operatorname {Sing} } mit {\displaystyle |-|\dashv \operatorname {Sing} }. Beide Funktoren können auch auf sämtliche Hom-Mengen einer entsprechend angereicherten Kategorie angewendet werden. Eine simplizial angereicherte Kategorie {\displaystyle {\mathcal {C}}} erzeugt damit eine topologische Kategorie {\displaystyle |{\mathcal {C}}|} durch:
{\displaystyle \forall X,Y\in \operatorname {Ob} {\mathcal {C}}\colon \operatorname {Hom} _{|{\mathcal {C}}|}(X,Y):=|\operatorname {Hom} _{\mathcal {C}}(X,Y)|.}
Eine topologische Kategorie {\displaystyle {\mathcal {C}}} erzeugt damit eine simplizial angereicherte Kategorie {\displaystyle \operatorname {Sing} ({\mathcal {C}})} durch:
{\displaystyle \forall X,Y\in \operatorname {Ob} {\mathcal {C}}\colon \operatorname {Hom} _{\operatorname {Sing} ({\mathcal {C}})}(X,Y):=\operatorname {Sing} (\operatorname {Hom} _{\mathcal {C}}(X,Y)).}
Dadurch ergeben sich induzierte Funktoren und eine induzierte Adjunktion {\displaystyle |-|\colon \mathbf {Cat} _{\mathbf {sSet} }\leftrightarrows \mathbf {Cat} _{\mathbf {cgHaus} }\colon \operatorname {Sing} } mit {\displaystyle |-|\dashv \operatorname {Sing} }.

## Homotopiekategorie einer topologischen Kategorie
Die Homotopiekategorie einer topologischen Kategorie {\displaystyle {\mathcal {C}}} ist die Kategorie {\displaystyle \operatorname {Ho} ({\mathcal {C}})} mit:
{\displaystyle \operatorname {Ob} \operatorname {Ho} ({\mathcal {C}})=\operatorname {Ob} {\mathcal {C}}}
{\displaystyle \forall X,Y\in \operatorname {Ob} \operatorname {Ho} ({\mathcal {C}})=\operatorname {Ob} {\mathcal {C}}\colon \operatorname {Hom} _{\operatorname {Ho} ({\mathcal {C}})}(X,Y)=\pi _{0}\operatorname {Hom} _{\mathcal {C}}(X,Y)\cong \pi _{0}\operatorname {Sing} (\operatorname {Hom} _{\mathcal {C}}(X,Y))}
Dabei sind {\displaystyle \pi _{0}\colon \mathbf {cgHaus} \rightarrow \mathbf {Set} } die Wegzusammenhangskomponenten eines topologischen Raumes und {\displaystyle \pi _{0}\colon \mathbf {sSet} \rightarrow \mathbf {Set} } die Zusammenhangskomponenten einer simplizialen Menge, wobei {\displaystyle \pi _{0}=\pi _{0}\circ \operatorname {Sing} }.
Zusammen mit der Homotopiekategorie einer simplizial angereicherten Kategorie ist diese Operation verträglich mit den obigen Umwandlungen von topologischen und simplizial angereicherten Kategorien ineinander: Für eine topologische Kategorie {\displaystyle {\mathcal {C}}} gibt es also einen kanonischen Isomorphismus {\displaystyle \operatorname {Ho} ({\mathcal {C}})\cong \operatorname {Ho} (\operatorname {Sing} ({\mathcal {C}}))} und für eine simplizial angereicherte Kategorie {\displaystyle {\mathcal {C}}} einen kanonischen Isomorphismus {\displaystyle \operatorname {Ho} ({\mathcal {C}})\cong \operatorname {Ho} (|{\mathcal {C}}|)}.